# Dysstroma decorata
Dysstroma decorata är en fjärilsart som beskrevs av Taylor 1910. Dysstroma decorata ingår i släktet Dysstroma och familjen mätare. Inga underarter finns listade i Catalogue of Life.